# Ostreida
A ordem Ostreida compreende ostras e outros grupos de bivalves aparentados. Esta ordem antes de ser revista teve a designação anterior de Ostreoida).
Nove famílias da ordem Ostreida são atualmente reconhecidas, mas subdivisões como superfamílias e subfamílias são também utilizadas nesta ordem. A classificação seguinte representa uma síntese de diferentes visões, reconciliadas até onde foi possível.

## Superfamílias, famílias e generos importantes

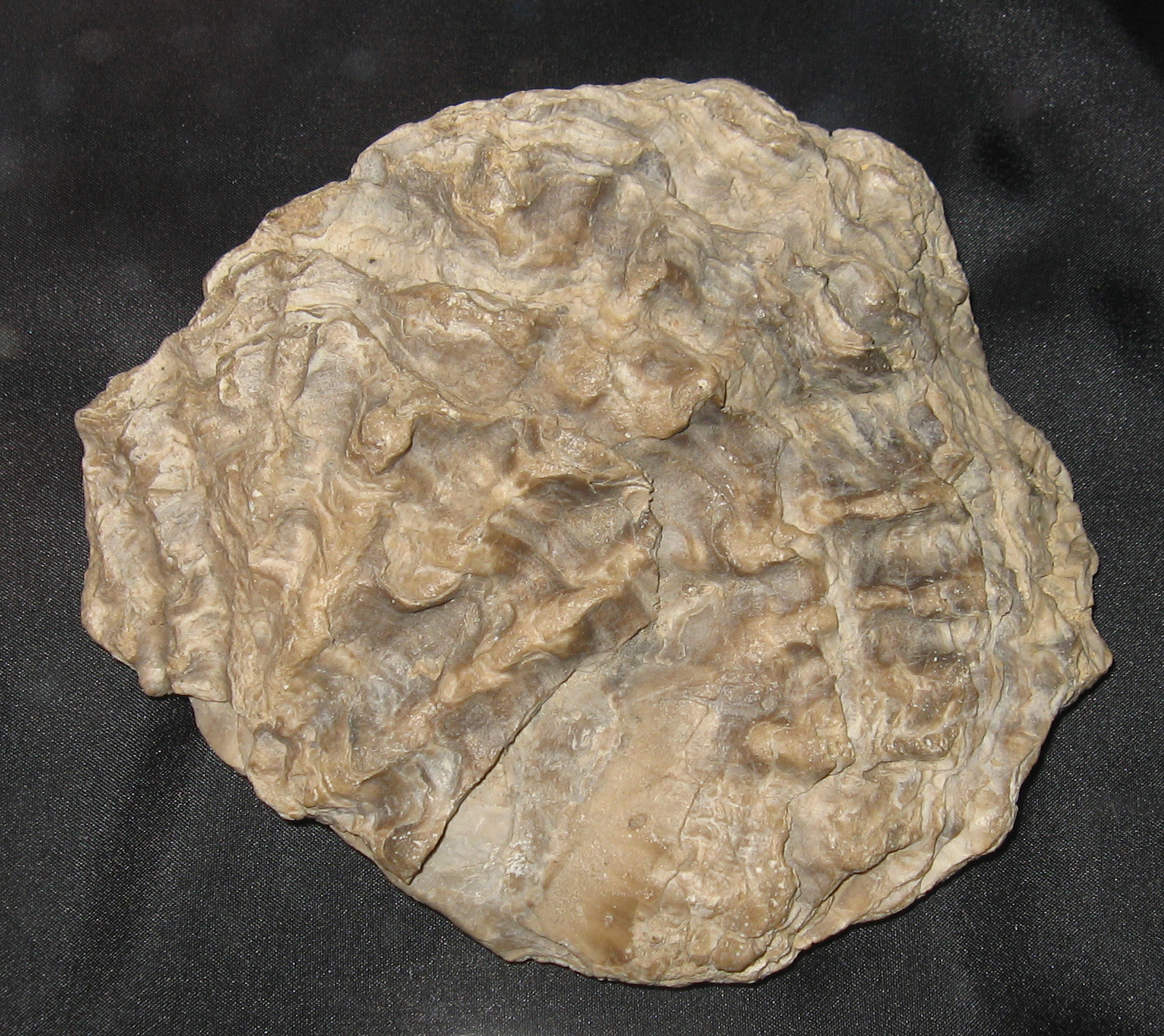
Fóssil de Crassostrea virginica

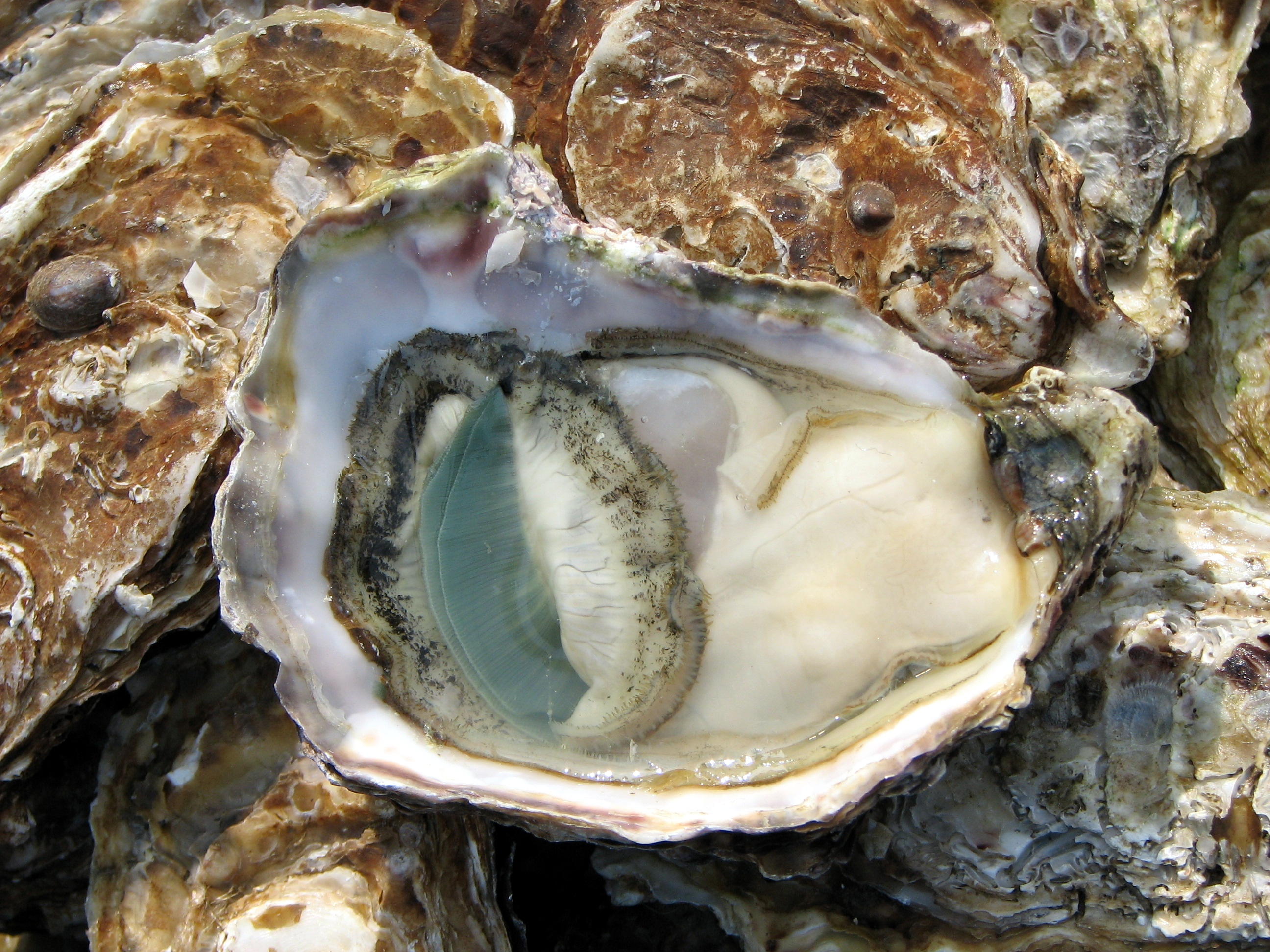
Ostras abertas, num mercado de Lyon

- - Superfamília Ostreoidea Rafinesque, 1815
    - Família Gryphaeidae Vialov, 1936
      -         - Género Empressostrea M. Huber & Lorenz, 2007
        - Género Hyotissa Stenzel, 1971
        - Género Neopycnodonte Stenzel, 1971
        - Género Pycnodonte Fischer von Waldheim, 1835

    - Família Ostreidae (ostras verdadeiras) Rafinesque, 1815
      - Subfamília Crassostreinae Scarlato & Starobogatov, 1979
        - Género Crassostrea Sacco, 1897
        - Género Magallana Salvi & Mariottini, 2016
        - Género Talonostrea X.-X. Li & Z.-Y. Qi, 1994

      - Subfamília Ostreinae Rafinesque, 1815
        - Género Alectryonella Sacco, 1897
        - Género Booneostrea Harry, 1985
        - Género Dendostrea Swainson, 1835
        - Género Lopha Röding, 1798
        - Género Nanostrea Harry, 1985
        - Género Ostrea Linnaeus, 1758
        - Género Planostrea Harry, 1985
        - Género Pustulostrea Harry, 1985
        - Género Teskeyostrea Harry, 1985

      - Subfamília Saccostreinae Salvi & Mariottini, 2016
        - Género Saccostrea Dollfus & Dautzenberg, 1920

      - Subfamília Striostreinae Harry, 1985
        - Género Striostrea Vialov, 1936

      - Subfamília[unassigned] Ostreidae (temporary name)
        - Género Anomiostrea Habe & Kosuge, 1966
        - Género Nicaisolopha Vyalov, 1936

  - Superfamília Pinnoidea Leach, 1819
    - Família Pinnidae Leach, 1819
      - Género Atrina Gray, 1842
      - Género Pinna Linnaeus, 1758
      - Género Streptopinna E. von Martens, 1880

  - Superfamília Pterioidea Gray, 1847 (1820)
    - Família Isognomonidae Woodring, 1925 (1828)
      - Género Isognomon [Lightfoot], 1786

    - Família Malleidae Lamarck, 1818
      - Género Malleus Lamarck, 1799
      - Género Neoaviculovulsa Okutani & Kusakari, 1987

    - Família Margaritidae Blainville, 1824
      - Género Pinctada Röding, 1798

    - Família Pteriidae Gray, 1847 (1820)
      - Género Pterelectroma Iredale, 1939
      - Género Pteria Scopoli, 1777

    - Família Pulvinitidae Stephenson, 1941
      - Género Pulvinites Defrance, 1824

    - Família Vulsellidae Gray, 1854
      - Género Crenatula Lamarck, 1803
      - Género Electroma Stoliczka, 1871
      - Género Vulsella Röding, 1798